# Варна (Іллінойс)
Варна (англ. Varna) — селище (англ. village) в США, в окрузі Маршалл штату Іллінойс. Населення — 375 осіб (2020).

## Географія
Варна розташована за координатами 41°2′7″ пн. ш. 89°13′28″ зх. д. / 41.03528° пн. ш. 89.22444° зх. д. (41.035246, -89.224316).  За даними Бюро перепису населення США в 2010 році селище мало площу 0,77 км², уся площа — суходіл.

## Демографія
Згідно з переписом 2010 року, у селищі мешкали 384 особи в 162 домогосподарствах у складі 108 родин. Густота населення становила 500 осіб/км².  Було 178 помешкань (232/км²).
Расовий склад населення:
| - 96,1 % — білих - 1,6 % — азіатів - 0,5 % — корінних американців - 0,5 % — чорних або афроамериканців |

До двох чи більше рас належало 0,5 %. Частка іспаномовних становила 1,8 % від усіх жителів.
За віковим діапазоном населення розподілялося таким чином: 24,0 % — особи молодші 18 років, 57,0 % — особи у віці 18—64 років, 19,0 % — особи у віці 65 років та старші. Медіана віку мешканця становила 41,3 року. На 100 осіб жіночої статі у селищі припадало 88,2 чоловіків;  на 100 жінок у віці від 18 років та старших — 87,2 чоловіків також старших 18 років.
Середній дохід на одне домашнє господарство  становив 52 878 доларів США (медіана — 46 000), а середній дохід на одну сім'ю — 65 743 долари (медіана — 58 958). Медіана доходів становила 44 583 долари для чоловіків та 33 750 доларів для жінок. За межею бідності перебувало 5,7 % осіб, у тому числі 3,8 % дітей у віці до 18 років та 7,0 % осіб у віці 65 років та старших.
Цивільне працевлаштоване населення становило 174 особи. Основні галузі зайнятості: виробництво — 29,3 %, освіта, охорона здоров'я та соціальна допомога — 22,4 %, роздрібна торгівля — 14,9 %.